# تأثیر اقتصادی جنگ ایران و اسرائیل
جنگ ایران و اسرائیل که پس از حمله حماس به اسرائیل در ۷ اکتبر ۲۰۲۳ شدت گرفت، بارهای اقتصادی سنگینی بر ایران تحمیل کرده است. درگیری غیرمستقیم، عمدتاً از طریق حمایت ایران از نیروهای نیابتی، و خصومت‌های مستقیم در میانه سال ۲۰۲۵، به طور مشترک منابع مالی، زیرساخت‌ها و سرمایه انسانی ایران را تحت فشار قرار داده‌اند. ایران هزینه‌های مستقیمی از جمله هزینه‌های نظامی و خسارات جنگی، هزینه‌های غیرمستقیم ناشی از دهه‌ها تحریم و تأمین مالی نیروهای نیابتی و هزینه‌های پنهان مانند کاهش ارزش پول، تورم بالا، از دست دادن درآمد نفتی و فرسایش نیروی کار علمی و نظامی خود را متحمل شده است. این فشارها نقاط ضعف اقتصادی موجود در ایران را تشدید کرده و تأثیراتی بر بازارهای انرژی و اقتصادهای همسایه نیز داشته است. به گفته متخصص اقتصاد نوریل روبینی، شکست نظامی و مشکلات اقتصادی ممکن است باعث تغییر رژیم در ایران شود.
اسرائیل نیز خسارات جانی دیده است، با هزاران نفر زخمی و بی‌خانمان و ۲۹ کشته. بار اقتصادی این جنگ حدود ۶ میلیارد دلار تخمین زده می‌شود. با این حال، ارز اسرائیل در برابر دلار آمریکا تقویت شد و بورس اوراق بهادار اسرائیل رکوردهای جدیدی را ثبت کرد.

## متن تاریخی و فشارهای اقتصادی

### دهه‌ها دشمنی و تحریم‌ها
از انقلاب اسلامی ۱۳۵۷، ایران و اسرائیل در دشمنی با پیامدهای اقتصادی عمیق گرفتار شده‌اند. موضع شدید ضد اسرائیلی ایران و حمایت از نیروهای نیابتی جنگجو باعث شد امواج تحریم‌هایی اعمال شود که از دهه ۱۹۸۰ اقتصاد ایران را محدود کرده است. تحریم‌های رهبری‌شده توسط ایالات متحده علیه برنامه هسته‌ای ایران (که پس از توافق هسته‌ای ۲۰۱۵ تسهیل شد اما در سال ۲۰۱۸ دوباره اعمال شد) صادرات نفت ایران و درآمدهای خارجی آن را به شدت محدود کرد. تا سال ۲۰۲۲–۲۰۲۳ درآمد نفتی ایران تنها حدود ۵۰ میلیارد دلار در سال بود (تقریباً ۲۰۰,۰۰۰ بشکه در روز)، که کمتر از ۱۰٪ از اوج آن قبل از تحریم‌ها بود. به طور تجمعی، مقامات ایرانی تخمین می‌زنند که تحریم‌های بین‌المللی به این کشور حدود ۳۰۰ تا ۴۵۰ میلیارد دلار از درآمدهای نفتی در یک دهه از دست داده است. این کاهش در ارز خارجی باعث کاهش هزینه‌های توسعه ایران شده و زیرساخت‌ها را ویران کرده و دسترسی به ارز سخت برای سرمایه‌گذاری را کاهش داده است. حتی پیش از درگیری اخیر، دولت ایران هشدار داده بود که وضعیت اقتصادی بدتر از دوران جنگ ایران–عراق در ۱۹۸۰–۱۹۸۸ است، زیرا تحریم‌ها و سوءمدیریت باعث بحران‌هایی در زیرساخت‌ها شده که برای رفع آن‌ها به بیش از ۵۰۰ میلیارد دلار نیاز است.

### استراتژی درگیری نیابتی
به جای جنگ مستقیم، ایران  که با تأمین مالی و تسلیح شبه‌نظامیان نیابتی در سراسر منطقه، با اسرائیل به طور غیرمستقیم درگیر بوده است. این استراتژی هزینه‌های مالی سنگینی به همراه دارد. از سال ۲۰۱۲، برآورد می‌شود که تهران بیش از ۲۰ میلیارد دلار برای تأمین مالی شبه‌نظامیان خارجی و گروه‌های تروریستی هزینه کرده است. از جمله دریافت‌کنندگان عمده این کمک‌ها، حزب‌الله لبنان است (که در مقطعی تا ۷۰۰ میلیون دلار در سال از ایران دریافت کرده است، حدود ۷۰٪ از بودجه حزب‌الله) و گروه‌های فلسطینی مانند حماس و جهاد اسلامی. حمایت ایران از حماس، به عنوان مثال، در سال‌های اخیر به حدود ۳۵۰ میلیون دلار در سال افزایش یافته است، زیرا درآمدهای نفتی بازگشته‌اند. این هزینه‌ها، که اغلب خارج از بودجه و از طریق نیروی قدس سپاه پاسداران تأمین می‌شوند، ثروت ملی را به سمت عملیات خارجی منحرف می‌کنند. رهبران ایران به‌طور علنی اولویت را به تأمین مالی این گروه‌ها می‌دهند – که توسط رهبر علی خامنه‌ای به عنوان «ستون فقرات جنگ» توصیف شده‌اند – حتی به قیمت نیازهای داخلی. از سال‌های ۲۰۱۳ تا ۲۰۱۷ (در دوره‌ای که تحریم‌ها تحت توافق هسته‌ای کاهش یافت)، ایران هزینه‌های نظامی و نیابتی خود را بیش از ۲۰٪ افزایش داد، تنها برای کاهش آن به میزان ۲۲٪ پس از بازگشت تحریم‌های نفتی در سال ۲۰۱۸. زمانی که درآمدهای نفتی در سال‌های ۲۰۲۱–۲۰۲۳ بهبود یافت (که بخشی از آن به دلیل فروش‌های پنهانی به چین بود)، تهران دوباره تأمین مالی سپاه پاسداران و شبه‌نظامیان را افزایش داد، علی‌رغم مشکلات اقتصادی در داخل کشور. این چرخه نشان می‌دهد که چگونه استراتژی جنگ نیابتی ایران هزینه فرصت مزمن را بر اقتصاد این کشور تحمیل می‌کند: منابعی که به درگیری‌های منطقه‌ای اختصاص می‌یابد، می‌توانست برای پرداختن به زیرساخت‌ها، اشتغال و خدمات اجتماعی استفاده شود، حوزه‌هایی که ایران اکنون در مقایسه با همسایگان خود عقب‌تر است.

### عملیات مخفی و خرابکاری
اسرائیل از سوی خود، جنگ سایه‌ای طولانی‌مدتی را با هدف تضعیف قابلیت‌های هسته‌ای و نظامی ایران انجام داده است - با عوارض جانبی اقتصادی. بین سال‌های ۲۰۱۰ تا ۲۰۱۲، حداقل چهار دانشمند هسته‌ای ایرانی در داخل ایران ترور شدند (اغلب از طریق حملات بمب‌گذاری)، و دیگری، محسن فخری‌زاده، در سال ۲۰۲۰ کشته شد، جنایاتی که به طور گسترده به اسرائیل نسبت داده می‌شود. این ترورها ایران را از استعدادهای مجرب محروم کرد و احتمالاً برخی پروژه‌های تحقیقات هسته‌ای را عقب انداخت. اسرائیل همچنین ظاهراً خرابکاری سایبری مانند حمله استاکس‌نت در سال ۲۰۱۰ را انجام داد که سانتریفیوژهای اورانیوم را نابود کرد، و مجموعه‌ای از انفجارهای مرموز و قطعی برق در تأسیساتی مانند نطنز در سال‌های ۲۰۲۰ و ۲۰۲۱. هر یک از چنین حوادثی ایران را مجبور کرد تا زمان و پول صرف تعمیر زیرساخت‌های حساس هسته‌ای و افزایش امنیت کند، که عملاً هزینه اقتصادی برنامه هسته‌ای آن را افزایش داد. در حالی که ارقام دقیق به شدت محافظت می‌شود، اختلال قابل توجه بوده است - به عنوان مثال، انفجار در نطنز در آوریل ۲۰۲۱ هزاران سانتریفیوژ را آسیب رساند یا نابود کرد، که مقامات ایرانی را واداشت تا «تروریسم هسته‌ای» را محکوم کنند که کارهای بازسازی پرهزینه را ضروری ساخت. علاوه بر این، از سال ۲۰۱۸ حملات هوایی اسرائیل در سوریه بارها خطوط تأمین سپاه و انبارهای تسلیحات در نظر گرفته شده برای حزب‌الله را مورد هدف قرار داده، که به طور غیرمستقیم ایران را مجبور به صرف منابع بیشتر برای حفظ نفوذ منطقه‌ای خود کرده است. طی سال گذشته، اسرائیل حتی شروع به هدف قرار دادن مستقیم عوامل سپاه کرد؛ چندین فرمانده ارشد سپاه در سال‌های ۲۰۲۳-۲۰۲۴ کشته شدند (به عنوان مثال، در حملات منتسب به اسرائیل به مواضع ایرانی در سوریه).

### تشدید تنش‌های ۲۰۲۳-۲۵
تنش‌ها پس از ۷ اکتبر ۲۰۲۳ به طور خطرناکی شعله‌ور شد، زمانی که حماس (گروه فلسطینی حمایت‌شده توسط ایران) حمله غافلگیرانه گسترده‌ای علیه اسرائیل آغاز کرد. جنگ تلافی‌جویانه اسرائیل علیه حماس در غزه ترس‌هایی را برانگیخت که ایران و سایر نیروهای نیابتی آن ممکن است مستقیماً وارد جنگ شوند. اگرچه ایران آشکارا به جنگ غزه نپیوست، اما حملات نیابتی علیه پایگاه‌های آمریکایی در عراق و سوریه را تشویق کرد و اجازه داد حزب‌الله در لبنان با اسرائیل درگیر شود - اقداماتی که نشان‌دهنده تشدید درگیری منطقه‌ای بود. مقامات آمریکایی گزارش دادند که تهران قبل از حمله ۷ اکتبر، سلاح، آموزش و تأمین مالی برای حماس فراهم کرده بود. در پی این حادثه، اقتصاد شکننده ایران لرزید - ارزش ریال در میان انتظارات عمومی از تحریم‌های سخت‌تر یا حتی جنگ سقوط کرد. تا اواخر اکتبر ۲۰۲۳، ریال حدود ۵۰۰,۰۰۰ ریال به ازای هر دلار آمریکا معامله می‌شد، که سقوط شدیدی بین ۱۰ تا ۱۵ درصد در عرض چند روز بود. مقامات ایرانی «روانشناسی جنگ» را مقصر تحریک مردم برای احتکار دلار و طلا دانستند که تورم را بدتر کرد. سلامت مالی دولت نیز تضعیف شد چرا که درآمدهای نفتی عملکرد ضعیفی داشت: در هفت ماه اول سال ایرانی (تا اکتبر ۲۰۲۳) درآمد بودجه ۳۰ درصد کمتر از پیش‌بینی‌ها بود، تا حدی به دلیل کاهش صادرات نفت.

## تشدید به جنگ آشکار (ژوئن ۲۰۲۵)

### تخریب زیرساخت‌ها

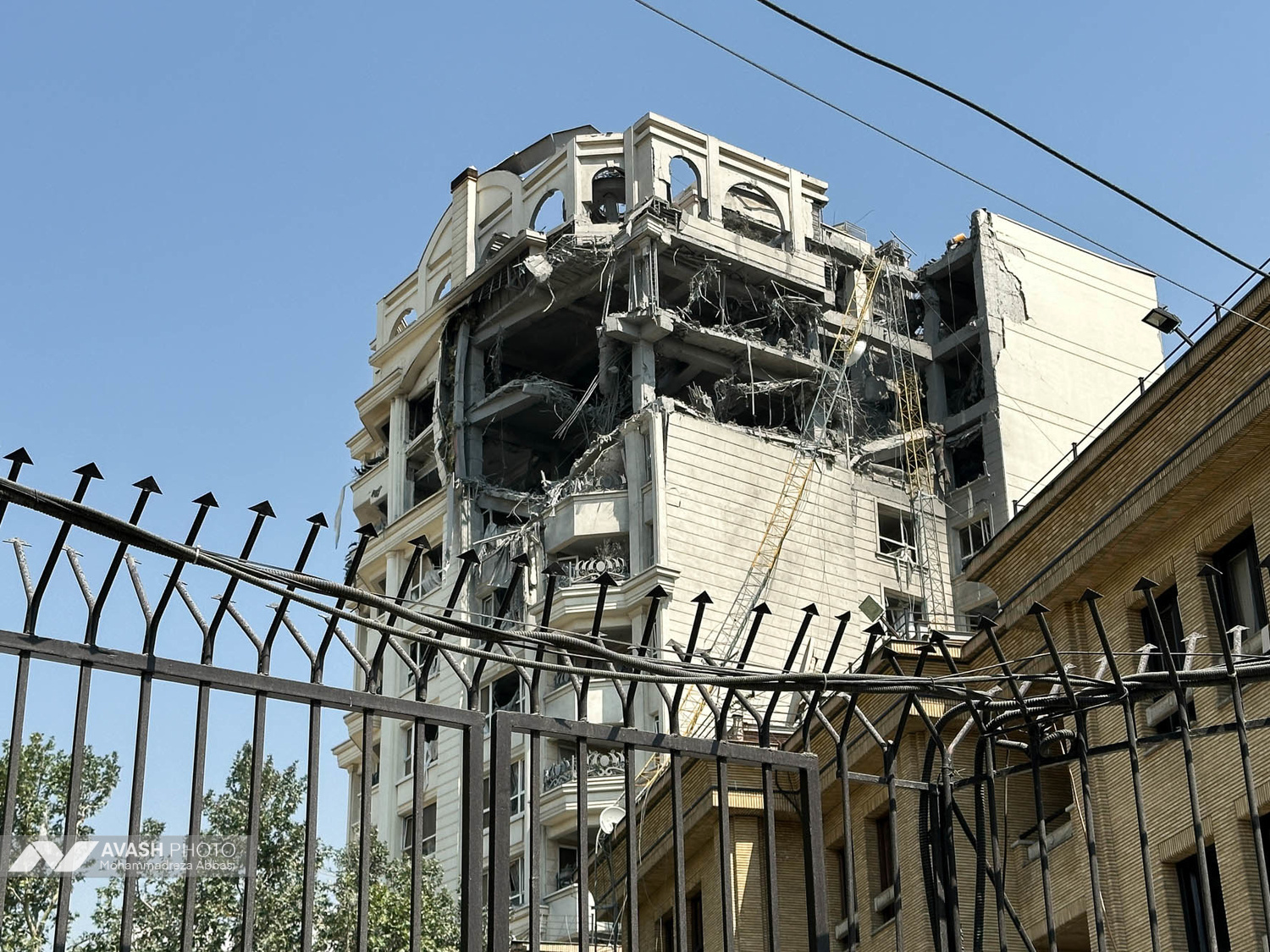
تأثیر حمله بر یک ساختمان‌ در تهران

حملات بمباران اسرائیل زیرساخت‌های حیاتی ایران را در ۲۱ استان از ۳۱ استان کشور مورد هدف قرار داد. اهداف شامل فرودگاه‌های بزرگ (مانند فرودگاه تبریز و فرودگاه مهرآباد تهران)، تأسیسات نفت و گاز، شبکه‌های برق، و صنایع مهم استراتژیک بود. حملات به زیرساخت‌های نفتی ایران اگرچه محدود بود، اما خسارات آن قابل اغماض نبود - به عنوان مثال، موشک‌های اسرائیلی پالایشگاه نفت در جنوب تهران (پالایشگاه شهر ری) را مورد اصابت قرار داد که باعث آتش‌سوزی عظیمی شد و تعطیلی آن را به همراه داشت. آن‌ها همچنین انبارهای سوخت اطراف پایتخت را مورد هدف قرار دادند، و حتی بخشی از میدان گازی غول‌پیکر پارس جنوبی (که حدود ۸۰٪ از گاز ایران را تأمین می‌کند) توسط حملات موشکی آسیب دید که باعث شد ایران بخشی از تولید گاز خود را موقتاً متوقف کند. جنگ برخی از دارایی‌های انرژی «داخلی» را به جای پایانه‌های صادراتی هدف قرار داد، بنابراین ظرفیت صادراتی ایران تا حدودی در امان ماند؛ با این وجود، تأثیر فوری چشمگیر بود - صادرات نفت ایران در هفته ۱۸ ژوئن ۲۰۲۵ به تقریباً ۱۰۲,۰۰۰ بشکه در روز رسید که کمتر از نیمی از میانگین اخیر بود. ترافیک نفتکش‌ها از بندر اصلی صادراتی ایران (جزیره خارک) در اوج درگیری عملاً متوقف شد. این به معنای از دست دادن ده‌ها میلیون دلار درآمد برای آن هفته‌ها است و نشان‌دهنده آسیب‌پذیری درآمد ایران در برابر اختلالات امنیتی است. فراتر از انرژی، حملات اسرائیلی مواضع نظامی و هسته‌ای، مراکز تحقیقاتی و ساختمان‌های دولتی در تهران را نیز مورد هدف قرار داد (حتی وزارت دفاع و مقر تلویزیون دولتی بمباران شدند). زیرساخت‌های غیرنظامی ایران نیز از آسیب در امان نماندند - نیروگاه‌ها و شبکه‌های ارتباطی در اثر حملات و حملات سایبری همراه آن‌ها قطعی برق را تجربه کردند. آسیب فیزیکی وارده به ایران نیازمند بازسازی عمده خواهد بود. برآوردهای محافظه‌کارانه هزینه بازسازی فوری را برای شبکه‌های برق، پالایشگاه‌ها، شبکه‌های حمل‌ونقل و سایر تأسیسات ده‌ها میلیارد دلار برآورد می‌کنند.

### هزینه‌های نظامی و تلفات
طی ۱۲ روز، ایران صدها موشک بالستیک و پهپاد علیه اسرائیل شلیک کرد. جایگزینی این تسلیحات هزینه‌بر است. تحلیلگران تخمین می‌زنند که موشک‌های بالستیک متوسط برد ایران هر کدام حدود ۱ تا ۳ میلیون دلار هزینه دارند. یک رگبار متمرکز در ۱ اکتبر ۲۰۲۴ (قبل از جنگ تمام‌عیار) شامل حدود ۱۸۰ موشک بود و محاسبه شده که تهران را تقریباً ۲.۳ میلیارد دلار برای موشک‌ها و هزینه‌های مرتبط هزینه کرده است. این هزینه عظیم یک‌روزه بود - معادل حدود ۲۲٪ از بودجه سالانه دفاعی ایران و بیش از ۵۰ میلیون درصد از تولید ناخالص داخلی سرانه ایران. در طول جنگ ژوئن ۲۰۲۵، ایران ۵۵۰ موشک شلیک کرد و ۱۰۰۰ پهپاد پرتاب نمود. گزارش شده که حملات اسرائیل بیش از نیمی از پرتابگرهای موشک ایران در زمین را نابود کرد، همچنین ده‌ها هواپیمای جنگی و سامانه‌های دفاع هوایی.

### عقب‌نشینی برنامه هسته‌ای
نقطه کانونی حمله اسرائیل زیرساخت‌های هسته‌ای ایران بود. تأسیسات هسته‌ای کلیدی در نطنز، فردو و اصفهان مورد حمله قرار گرفتند، از جمله با بمب‌های "bunker buster" آمریکایی در ۲۱ ژوئن ۲۰۲۵. این حملات به تأسیسات غنی‌سازی ایران آسیب رساند - به عنوان مثال، اسرائیل ادعا کرد که به شدت به سالن‌های زیرزمینی نطنز حاوی سانتریفیوژهای پیشرفته آسیب رسانده است. زیرساخت‌های حمایتی حیاتی (منابع تأمین برق، کارگاه‌های سانتریفیوژ و غیره) نیز مورد هدف قرار گرفت که احتمالاً این تأسیسات را از مدار خارج کرد.
ایران منابع عظیمی را در برنامه هسته‌ای خود سرمایه‌گذاری کرده است:

#### هزینه‌های مالی مستقیم
برآورد هزینه‌های مستقیم برنامه هسته‌ای ایران به دلیل محرمانه بودن پیچیده است، اما ارزیابی‌های موجود نشان‌دهنده هزینه‌های قابل توجه است
| دسته‌بندی                   | هزینه تخمینی                                          | منبع   |
| -------------------------- | ----------------------------------------------------- | ------ |
| نیروگاه هسته‌ای بوشهر       | بیش از ۱۰ میلیارد دلار (در مقابل ۲ میلیارد دلار رسمی) | [ ۲۹ ] |
| زیرساخت‌های هسته‌ای گسترده‌تر | بیش از ۱۰۰ میلیارد دلار                               | [ ۲۹ ] |
| سهم یوردیف (دهه ۱۹۷۰)      | ۱ میلیارد دلار                                        | [ ۳۰ ] |
| نیروگاه هرمزگان (برنامه‌ای) | بیش از ۲۰ میلیارد دلار                                | [ ۳۱ ] |
| هزینه‌های عملیاتی سالانه    | ۲۵۰-۳۰۰ میلیون دلار                                   | [ ۳۲ ] |
| کل برآورد هزینه‌ها          | بیش از ۳۰ میلیارد دلار                                | [ ۳۲ ] |

#### بارهای اقتصادی غیرمستقیم و هزینه‌های فرصت
تحریم‌ها و فرصت‌های اقتصادی از دست رفته به مراتب بیشتر از هزینه‌های مستقیم است:
| حوزه هزینه                    | ارزش تخمینی             | منبع   |
| ----------------------------- | ----------------------- | ------ |
| فرصت اقتصادی از دست رفته      | ۲-۳ تریلیون دلار        | [ ۲۹ ] |
| درآمدهای نفتی از دست رفته     | بیش از ۴۵۰ میلیارد دلار | [ ۳۱ ] |
| سرمایه‌گذاری خارجی از دست رفته | بیش از ۱۰۰ میلیارد دلار | [ ۳۳ ] |
| کاهش ارزش ریال (۲۰۱۴-۲۰۲۵)    | حدود ۹۵٪                | [ ۳۴ ] |
| هزینه نوسازی انرژی (جایگزین)  | حدود ۵۴ میلیارد دلار    | [ ۳۵ ] |

اکثریت این سرمایه‌گذاری بلندمدت در طول جنگ نابود شد. علاوه بر این، حملات حداقل شش دانشمند هسته‌ای را که در مکان‌های هدف حضور داشتند کشت. در میان آن‌ها چهره‌هایی مانند دکتر فریدون عباسی (رئیس سابق سازمان انرژی اتمی ایران) بودند.

### تلفات انسانی و فرار مغزها
بر اساس گزارش وزارت بهداشت ایران، حداقل ۱۰۰۰ ایرانی در حملات اسرائیل کشته شدند و بیش از ۴,۷۰۰ نفر زخمی شدند. ده‌ها پرسنل مهم نیز از بین رفتند. علاوه بر دانشمندان هسته‌ای ذکرشده، رهبری نظامی ایران سربریده شد: حدود ۲۰ فرمانده ارشد در حملات دقیق ترور شدند. کشته‌شدگان شامل برخی از بالاترین رتبه‌های نظامی کشور بودند - به ویژه سرلشکر محمد باقری (رئیس ستاد کل نیروهای مسلح ایران) و حسین سلامی (فرمانده سپاه پاسداران). شمار کشته‌شدگان همچنین بسیاری از فرماندهان منطقه‌ای سپاه و متخصصان موشکی را در بر گرفت.
علاوه بر این، ایران حتی قبل از جنگ نیز با فقدان سرمایه انسانی به دلیل فرار مغزها از ایران مواجه بود. تجزیه و تحلیل‌های منتشرشده پس از جنگ نشان‌دهنده پتانسیل مهاجرت گسترده شهروندان ایرانی با توجه به وضعیت امنیتی است.

## تأثیرات بازار
تا اواخر ژوئن ۲۰۲۵، با هشدار رئیس‌جمهور آمریکا، دونالد ترامپ، مبنی بر بدتر شدن اوضاع، ریال در بازارهای خیابانی به بالای ۱,۰۰۰,۰۰۰ ریال به ازای هر دلار آمریکا معامله می‌شد.
به دلیل جنگ، بورس تهران به مدت حدود دو هفته بسته بود تا زمانی که آتش‌بس برقرار شد. پس از جنگ، بورس تهران فروش‌های گسترده‌ای در بسیاری از بخش‌ها را شاهد بود. بورس تهران سقوط چشمگیر بیش از ۲۵۳ هزار واحدی را در طول چهار روز معاملاتی اول پس از بازگشایی مجدد در پایان جنگ تجربه کرد، با ریزش‌های روزانه ۵۶ تا ۷۸ هزار واحدی.  سقوط‌های چشمگیر بورس منجر به خروج بیش از ۵ هزار میلیون تومان پول حقیقی از بورس تنها در یک روز شد که نشان‌دهنده فرار گسترده سرمایه از بازار است.

## تأثیرات اقتصادی بر اسرائیل

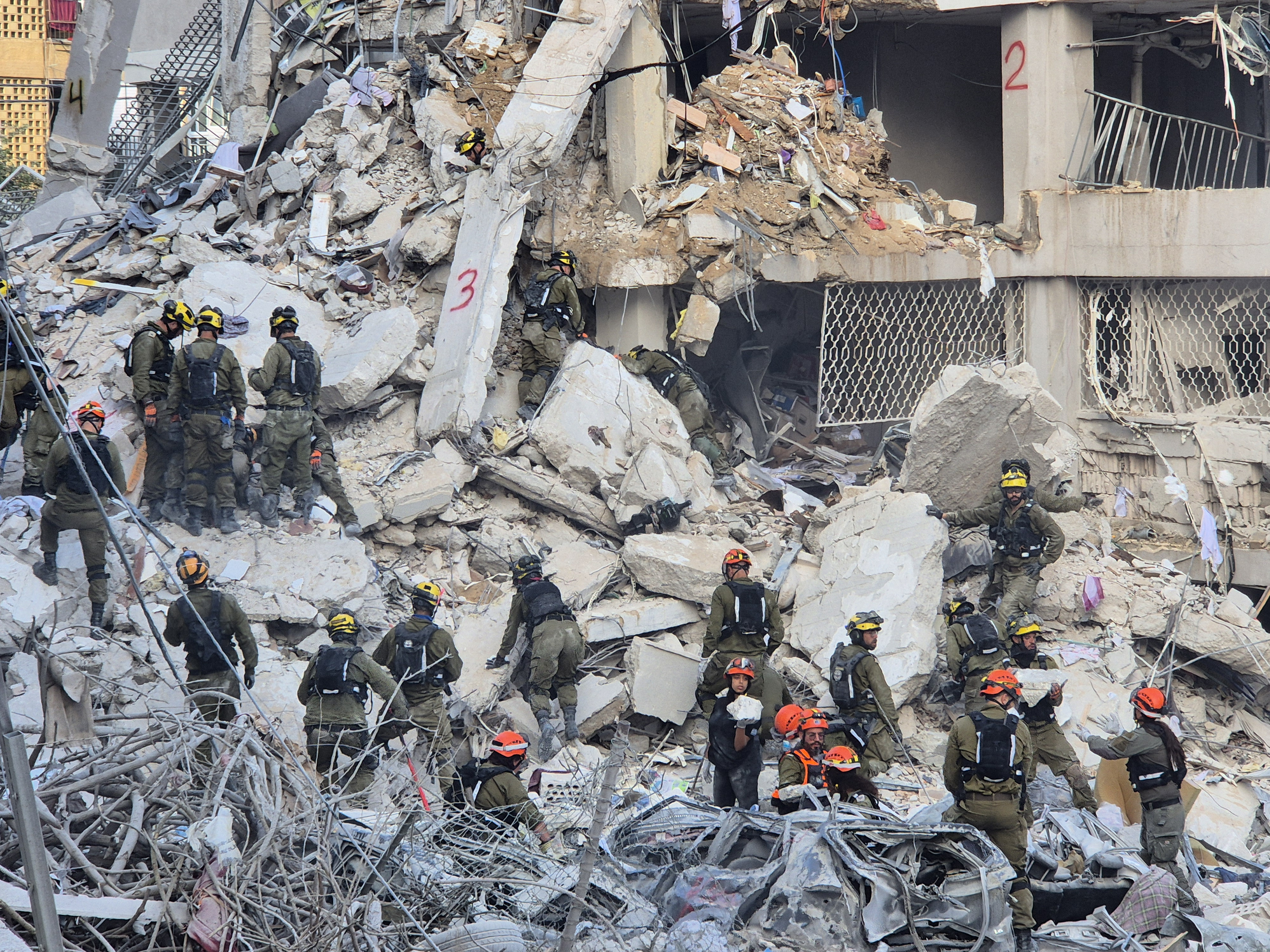
تخریب ساختمانی مسکونی در بت-یام

در طول آتش‌بس، گزارش شد که تعداد کشته‌شدگان ۲۹ نفر، بیش از ۳,۲۳۸ زخمی (از جمله ۲۸ نفر در وضعیت وخیم، ۱۱۱ نفر در وضعیت متوسط)، و بیش از ۹,۰۰۰ نفر آواره بود.
بر اساس گفته رئیس بانک مرکزی اسرائیل، هزینه اقتصادی جنگ ۱۲ روزه با ایران ۶ میلیارد دلار است.
شکل جدید اسرائیل در ۳۰ روز گذشته ۷٪ در مقابل دلار تقویت شد و بورس اسرائیل به بالاترین رکورد خود رسید.

## تأثیرات اقتصادی جهانی
اگرچه آتش‌بس ایران و اسرائیل تأثیر منفی بر قیمت نفت داشته، اما افزایش کوتاه‌مدت قیمت‌ها در طول درگیری برای تولیدکنندگان آمریکایی (عمدتاً شرکت‌های شیل) کافی بود تا حداقل سطح قیمت برای عملیات خود را تضمین کنند. این بدان معناست که حتی اگر قیمت‌ها در نیمه دوم سال به شدت کاهش یابد، تولید آمریکا قبلاً تضمین شده است.
هنگامی که درگیری میان ایران و اسرائیل آغاز شد، اضطراب در بازارهای انرژی بالا بود، زیرا ۳۵ درصد تجارت دریایی نفت و ۲۰ درصد گاز طبیعی مایع از تنگه هرمز عبور می‌کند. با این حال، هر دو طرف درگیر حملات خود به بخش انرژی را به تأسیسات تأمین‌کننده بازارهای داخلی محدود کردند - تاکتیکی هدفمند برای جلوگیری از تأثیر شدید بر بازارهای بین‌المللی. با این وجود، کشورهای منطقه سعی کردند تا حد امکان عرضه هیدروکربن خود را در چند روز اول جنگ صادر کنند.
تأثیرات جهانی یکسان نیستند: آسیا در معرض خطر بالاتری قرار دارد به دلیل وابستگی زیاد خود به نفت خاورمیانه، در حالی که اروپا به تدریج وابستگی خود به گاز طبیعی مایع از این منطقه را کاهش داده است. ایالات متحده به عنوان صادرکننده خالص انرژی، انتظار می‌رود کمتر تحت تأثیر قرار گیرد اما هنوز ممکن است با فشارهای تورمی مواجه شود.